# Lorenzo Milesi
Lorenzo Milesi (San Giovanni Bianco, 19 marzo 2002) è un ciclista su strada italiano che corre per la Movistar Team.
Specialista delle prove a cronometro, è professionista dal 2023. Nello stesso anno si è laureato campione del mondo a cronometro nella categoria Under-23 a Glasgow ed ha indossato la maglia rossa alla Vuelta a España, vincendo la prima tappa.

## Palmarès

### Strada
- 2020 (Juniores)[1]

Extragiro (cronometro)
Gran Premio Sogepu (cronometro)
Coppa Crono Porte Garofoli (cronometro)
Campionati italiani, Prova a cronometro Junior
- 2022 (Development Team DSM, tre vittorie)

1ª tappa Triptyque des Monts et Châteaux (Antoing > Mont-Saint-Aubert)
3ª tappa, 1ª semitappa Triptyque des Monts et Châteaux (Wodecq, cronometro)
9ª tappa Tour de l'Avenir (Bessans > Villaroger)
- 2023 (Team DSM, una vittoria)

Campionati del mondo, Prova a cronometro Under-23

#### Altri successi
- 2022 (Development Team DSM)

Classifica scalatori Triptyque des Monts et Châteaux
- 2023 (Team DSM-Firmenich)

1ª tappa Vuelta a España (Barcellona, cronosquadre)

## Piazzamenti

### Grandi Giri
- Giro d'Italia

2025: 88º
- Vuelta a España

2023: ritirato (6ª tappa)

### Classiche monumento
- Milano-Sanremo

2024: 87º
2025: 65º
- Giro delle Fiandre

2024: ritirato

### Competizioni mondiali
- Campionati del mondo

Wollongong 2022 - Cronometro Under-23: 10º
Wollongong 2022 - In linea Under-23: 25º
Glasgow 2023 - Cronometro Under-23: vincitore
Glasgow 2023 - In linea Under-23: 5º

### Competizioni europee
- Campionati europei

Plouay 2020 - Cronometro Junior: 3º
Anadia 2022 - Cronometro Under-23: 7º
Anadia 2022 - Staffetta Under-23: 7º

## Riconoscimenti
- Memorial Gastone Nencini nel 2023[2]